# Gran Premio motociclistico d'Australia 2008
Il Gran Premio motociclistico d'Australia 2008 corso il 5 ottobre, è stato il sedicesimo Gran Premio della stagione 2008 e ha visto vincere: nella MotoGP la Ducati di Casey Stoner, nella classe 250 la Gilera di Marco Simoncelli e nella classe 125 la Derbi di Mike Di Meglio.

## MotoGP

### Arrivati al traguardo
| Pos | Nº | Pilota           | Squadra                 | Motocicletta | Giri | Tempo     | Griglia | Punti |
| --- | -- | ---------------- | ----------------------- | ------------ | ---- | --------- | ------- | ----- |
| 1   | 1  | Casey Stoner     | Ducati Marlboro         | Ducati       | 27   | 40:56.643 | 1       | 25    |
| 2   | 46 | Valentino Rossi  | Fiat Yamaha             | Yamaha       | 27   | +6.504    | 12      | 20    |
| 3   | 69 | Nicky Hayden     | Repsol Honda            | Honda        | 27   | +7.205    | 3       | 16    |
| 4   | 48 | Jorge Lorenzo    | Fiat Yamaha             | Yamaha       | 27   | +11.500   | 2       | 13    |
| 5   | 56 | Shin'ya Nakano   | San Carlo Honda Gresini | Honda        | 27   | +11.914   | 9       | 11    |
| 6   | 52 | James Toseland   | Tech 3 Yamaha           | Yamaha       | 27   | +12.243   | 5       | 10    |
| 7   | 4  | Andrea Dovizioso | JiR Team Scot           | Honda        | 27   | +12.780   | 8       | 9     |
| 8   | 5  | Colin Edwards    | Tech 3 Yamaha           | Yamaha       | 27   | +25.920   | 7       | 8     |
| 9   | 14 | Randy de Puniet  | LCR Honda               | Honda        | 27   | +26.037   | 4       | 7     |
| 10  | 65 | Loris Capirossi  | Rizla Suzuki            | Suzuki       | 27   | +26.799   | 11      | 6     |
| 11  | 24 | Toni Elías       | Alice Team              | Ducati       | 27   | +27.027   | 13      | 5     |
| 12  | 13 | Anthony West     | Kawasaki Racing         | Kawasaki     | 27   | +47.808   | 18      | 4     |
| 13  | 21 | John Hopkins     | Kawasaki Racing         | Kawasaki     | 27   | +48.333   | 16      | 3     |
| 14  | 50 | Sylvain Guintoli | Alice Team              | Ducati       | 27   | +48.899   | 14      | 2     |
| 15  | 7  | Chris Vermeulen  | Rizla Suzuki            | Suzuki       | 27   | +48.935   | 15      | 1     |
| 16  | 33 | Marco Melandri   | Ducati Marlboro         | Ducati       | 27   | +1:11.767 | 17      |       |

### Ritirati
| Nº | Pilota          | Squadra                 | Motocicletta | Giri | Griglia |
| -- | --------------- | ----------------------- | ------------ | ---- | ------- |
| 15 | Alex De Angelis | San Carlo Honda Gresini | Honda        | 0    | 10      |
| 2  | Daniel Pedrosa  | Repsol Honda            | Honda        | 0    | 6       |

## Classe 250

### Arrivati al traguardo
| Pos | Nº | Pilota              | Squadra                    | Motocicletta | Giri | Tempo     | Griglia | Punti |
| --- | -- | ------------------- | -------------------------- | ------------ | ---- | --------- | ------- | ----- |
| 1   | 58 | Marco Simoncelli    | Metis Gilera               | Gilera       | 25   | 39:02.553 | 1       | 25    |
| 2   | 19 | Álvaro Bautista     | Mapfre Aspar               | Aprilia      | 25   | +0.223    | 3       | 20    |
| 3   | 36 | Mika Kallio         | Red Bull KTM               | KTM          | 25   | +14.450   | 2       | 16    |
| 4   | 60 | Julián Simón        | Repsol KTM                 | KTM          | 25   | +14.478   | 6       | 13    |
| 5   | 6  | Alex Debón          | Lotus Aprilia              | Aprilia      | 25   | +26.226   | 8       | 11    |
| 6   | 15 | Roberto Locatelli   | Metis Gilera               | Gilera       | 25   | +26.392   | 11      | 10    |
| 7   | 72 | Yūki Takahashi      | JiR Team Scot              | Honda        | 25   | +26.434   | 7       | 9     |
| 8   | 41 | Aleix Espargaró     | Lotus Aprilia              | Aprilia      | 25   | +40.546   | 9       | 8     |
| 9   | 14 | Ratthapark Wilairot | Thai Honda PTT SAG         | Honda        | 25   | +1:00.219 | 12      | 7     |
| 10  | 32 | Fabrizio Lai        | Campetella Racing          | Gilera       | 25   | +1:20.825 | 13      | 6     |
| 11  | 17 | Karel Abraham       | Cardion AB Motoracing      | Aprilia      | 25   | +1:22.802 | 17      | 5     |
| 12  | 25 | Alex Baldolini      | Matteoni Racing            | Aprilia      | 25   | +1:22.864 | 18      | 4     |
| 13  | 10 | Imre Tóth           | Toth Aprilia               | Aprilia      | 25   | +1:23.995 | 16      | 3     |
| 14  | 52 | Lukáš Pešek         | Auto Kelly - CP            | Aprilia      | 25   | +1:39.740 | 14      | 2     |
| 15  | 35 | Simone Grotzkyj     | Campetella Racing          | Gilera       | 24   | +1 giro   | 21      | 1     |
| 16  | 92 | Daniel Arcas        | Blusens Aprilia            | Aprilia      | 24   | +1 giro   | 20      |       |
| 17  | 45 | Doni Tata Pradita   | Yamaha Pertamina Indonesia | Yamaha       | 24   | +1 giro   | 22      |       |

### Ritirati
| Nº | Pilota           | Squadra                | Motocicletta | Giri | Griglia |
| -- | ---------------- | ---------------------- | ------------ | ---- | ------- |
| 4  | Hiroshi Aoyama   | Red Bull KTM           | KTM          | 15   | 4       |
| 75 | Mattia Pasini    | Polaris World          | Aprilia      | 15   | 10      |
| 55 | Héctor Faubel    | Mapfre Aspar           | Aprilia      | 4    | 5       |
| 90 | Federico Sandi   | Zongshen Team of China | Aprilia      | 1    | 15      |
| 43 | Manuel Hernández | Blusens Aprilia        | Aprilia      | 1    | 19      |

### Non qualificati
| Nº | Pilota         | Squadra                | Motocicletta |
| -- | -------------- | ---------------------- | ------------ |
| 27 | Stefano Bianco | Toth Aprilia           | Aprilia      |
| 89 | Ho Wan Chow    | Zongshen Team of China | Aprilia      |

## Classe 125

### Arrivati al traguardo
| Pos | Nº | Pilota             | Squadra                   | Motocicletta | Giri | Tempo     | Griglia | Punti |
| --- | -- | ------------------ | ------------------------- | ------------ | ---- | --------- | ------- | ----- |
| 1   | 63 | Mike Di Meglio     | Ajo Motorsport            | Derbi        | 23   | 37:55.589 | 1       | 25    |
| 2   | 17 | Stefan Bradl       | Grizzly Gas Kiefer Racing | Aprilia      | 23   | +10.255   | 3       | 20    |
| 3   | 1  | Gábor Talmácsi     | Bancaja Aspar             | Aprilia      | 23   | +13.106   | 9       | 16    |
| 4   | 29 | Andrea Iannone     | I.C. Team                 | Aprilia      | 23   | +13.149   | 5       | 13    |
| 5   | 44 | Pol Espargaró      | Belson Derbi              | Derbi        | 23   | +26.796   | 16      | 11    |
| 6   | 11 | Sandro Cortese     | Emmi - Caffe Latte        | Aprilia      | 23   | +27.123   | 6       | 10    |
| 7   | 12 | Esteve Rabat       | Repsol KTM                | KTM          | 23   | +27.181   | 18      | 9     |
| 8   | 24 | Simone Corsi       | Jack & Jones WRB          | Aprilia      | 23   | +27.871   | 8       | 8     |
| 9   | 93 | Marc Márquez       | Repsol KTM                | KTM          | 23   | +28.287   | 12      | 7     |
| 10  | 45 | Scott Redding      | Blusens Aprilia Junior    | Aprilia      | 23   | +35.087   | 11      | 6     |
| 11  | 7  | Efrén Vázquez      | Blusens Aprilia Junior    | Aprilia      | 23   | +57.392   | 26      | 5     |
| 12  | 8  | Lorenzo Zanetti    | ISPA KTM Aran             | KTM          | 23   | +57.413   | 20      | 4     |
| 13  | 22 | Pablo Nieto        | Onde 2000 KTM             | KTM          | 23   | +57.451   | 17      | 3     |
| 14  | 6  | Joan Olivé         | Belson Derbi              | Derbi        | 23   | +57.539   | 19      | 2     |
| 15  | 21 | Robin Lässer       | Grizzly Gas Kiefer Racing | Aprilia      | 23   | +1:06.318 | 24      | 1     |
| 16  | 72 | Marco Ravaioli     | Matteoni Racing           | Aprilia      | 23   | +1:06.320 | 30      |       |
| 17  | 26 | Adrián Martín      | Bancaja Aspar             | Aprilia      | 23   | +1:42.441 | 31      |       |
| 18  | 36 | Cyril Carrillo     | FFM Honda GP 125          | Honda        | 23   | +1:42.455 | 32      |       |
| 19  | 28 | Enrique Jerez      | ISPA KTM Aran             | KTM          | 23   | +1:43.792 | 33      |       |
| 20  | 91 | Jed Metcher        | Angelo's Aluminium Racing | Honda        | 22   | +1 giro   | 34      |       |
| 21  | 34 | Randy Krummenacher | Red Bull KTM              | KTM          | 21   | +2 giri   | 21      |       |

### Ritirati
| Nº | Pilota             | Squadra                   | Motocicletta | Giri | Griglia |
| -- | ------------------ | ------------------------- | ------------ | ---- | ------- |
| 38 | Bradley Smith      | Polaris World             | Aprilia      | 21   | 2       |
| 48 | Bastien Chesaux    | WTR San Marino            | Aprilia      | 14   | 29      |
| 33 | Sergio Gadea       | Bancaja Aspar             | Aprilia      | 13   | 14      |
| 51 | Stevie Bonsey      | Degraaf Grand Prix        | Aprilia      | 12   | 13      |
| 70 | Rhys Moller        | Rhys Moller Racing        | Honda        | 10   | 35      |
| 16 | Jules Cluzel       | Loncin Racing             | Loncin       | 8    | 28      |
| 46 | Brad Gross         | Gross Racing              | Yamaha       | 8    | 36      |
| 56 | Hugo van den Berg  | Degraaf Grand Prix        | Aprilia      | 7    | 22      |
| 95 | Robert Mureșan     | Grizzly Gas Kiefer Racing | Aprilia      | 2    | 25      |
| 35 | Raffaele De Rosa   | Onde 2000 KTM             | KTM          | 2    | 7       |
| 5  | Alexis Masbou      | Loncin Racing             | Loncin       | 1    | 23      |
| 18 | Nicolás Terol      | Jack & Jones WRB          | Aprilia      | 1    | 4       |
| 73 | Takaaki Nakagami   | I.C. Team                 | Aprilia      | 0    | 27      |
| 77 | Dominique Aegerter | Ajo Motorsport            | Derbi        | 0    | 10      |

### Non partito
| Nº | Pilota     | Squadra            | Motocicletta | Griglia |
| -- | ---------- | ------------------ | ------------ | ------- |
| 99 | Danny Webb | Degraaf Grand Prix | Aprilia      | 15      |

### Non qualificati
| Nº | Pilota            | Squadra            | Motocicletta |
| -- | ----------------- | ------------------ | ------------ |
| 60 | Michael Ranseder  | I.C. Team          | Aprilia      |
| 92 | Jake Horne        | Anchor Yamaha      | Honda        |
| 32 | Blake Leigh-Smith | Leigh-Smith Racing | Honda        |